# Aceraceae
Como aceráceas agrupam-se cerca de 125 espécies nativas das regiões frías do hemisfério norte, nos géneros vegetais Acer (os bordos) e Dipteronia; estudos genéticos recentes levaram a reclassificar este termo taxionométrico como parte da família das Sapindaceae, e já não se usa actualmente.
As espécies desta família são árvores ou arbustos, geralmente Caducifólias.

## Referências

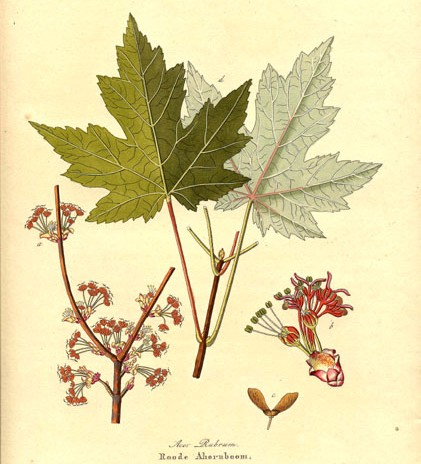
Acer rubrum
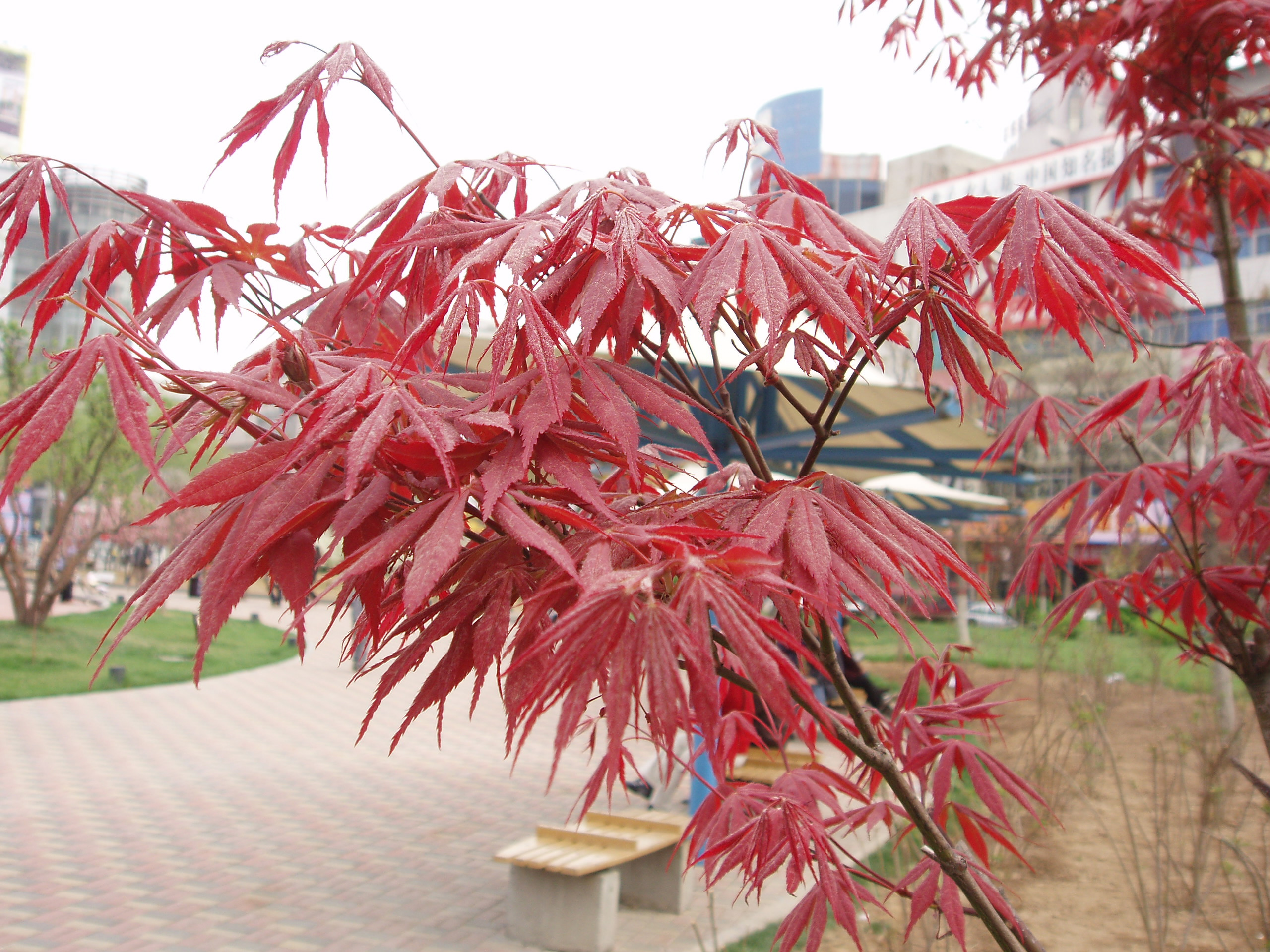
Acer palmatum